# رينيه باريت
رينيه باريت (بالإنجليزية: René Barret)‏ ولد بتاريخ 6 أغسطس 1922 في سين سان دوني، فرنسا، وتوفي في 28 نوفمبر 2009 في يون، فرنسا، كان دراج فرنسي.

## روابط خارجية
- رينيه باريت على موقع أرشيف الدراجات (الإنجليزية)
- رينيه باريت على موقع إحصائيات الدراجات الإحترافية (الإنجليزية)